# Frank Haller
Frank Bee Haller (San Francisco, 6 gennaio 1883 – St. Louis, 30 aprile 1939) è stato un pugile statunitense.
Partecipò alle gare di pugilato dei pesi piuma ai Giochi olimpici di Saint Louis 1904, dove vinse la medaglia d'argento.

## Palmarès
In carriera ha conseguito i seguenti risultati:
- Giochi olimpici

St. Louis 1904: una medaglia d'argento nella categoria pesi piuma.